# Курчатовська міська адміністрація
Курча́товська міська адміністрація (каз. Курчатов қаласы әкімдігі, рос. Курчатовская городская администрация) — адміністративна одиниця у складі Абайської області Казахстану. Адміністративний центр та єдиний населений пункт — місто Курчатов.

## Населення
Населення — 10411 осіб (2021; 10127 у 2009, 9305 у 1999).
Національний склад станом на 2016 рік:
- казахи — 6739 осіб (54,87 %)
- росіяни — 4934 особи (40,18 %)
- татари — 176 осіб
- німці — 163 особи
- українці — 118 осіб
- білоруси — 28 осіб
- узбеки — 20 осіб
- азербайджанці — 16 осіб
- корейці — 16 осіб
- молдовани — 14 осіб
- киргизи — 10 осіб
- башкири — 8 осіб
- уйгури — 7 осіб
- чеченці — 5 осіб
- інші — 27 осіб